# Кјеза (Кунео)
Кјеза (итал. Chiesa) је насеље у Италији у округу Кунео, региону Пијемонт.
Према процени из 2011. у насељу је живело 26 становника. Насеље се налази на надморској висини од 1471 м.